# Marcovau
Marcovau és un nucli del terme municipal de Foradada (Noguera). El 2019 tenia 6 habitants. Està situat al su-oest del cap del municipi, a l'altra banda de la C-26.
El castell de Marcovau apareix en el testament d'Arsenda, muller d'Arnau Mir de Tost, al comte Ermengol II d'Urgell. Arsenda hi establí que el castell fos donat a Sant Miquel de Montmagastre, priorat de Sant Pere d'Àger, i que el seu nebot Ramon Bernat el posseís al servei del seu senyor i de les dites esglésies. El 1129 pertanyia als vescomtes d'Àger i el 1193 a Guerau Alemany.
L'església parroquial de Sant Salvador, que conserva l'absis romànic, depengué antigament de Sant Jaume de Montclar.
Fou municipi independent fins a mitjans del segle xix quan s'integrà a Foradada.